# 알렉산드르 브라일로프스키

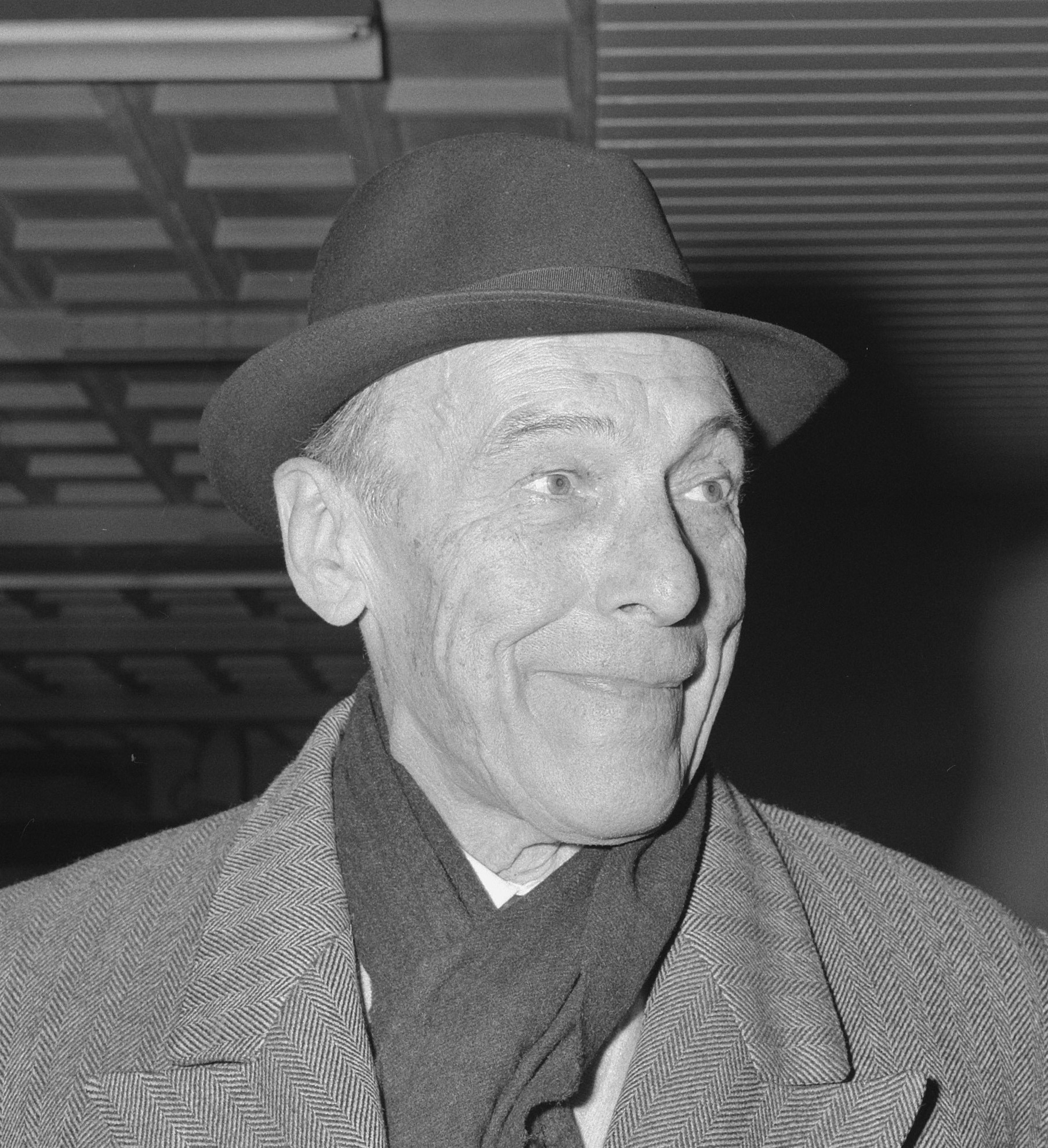

알렉산드르 브라일로프스키(러시아어: Алекса́ндр Браило́вский 알렉산드르 브라일롭스키[*], 우크라이나어: Олександр Брайловський 올렉산드르 브라일로우스키[*], 프랑스어: Alexander Brailowsky 알렉상데르 브라일로프스키[*], 1896년 2월 16일 ~ 1976년 4월 25일)은 우크라이나 출신의 프랑스 피아니스트이다.

## 생애
알렉산드르 브라일로프스키는 우크라이나 키이우에서 태어났고, 이후 파리에서 성공했다. 피아노 교사 테오도르 레셰티츠키에게 가르침을 받은 몇 사람의 피아니스트 중 한 사람이다. 쇼팽의 작품을 특이한 스타일로 연주한 일이 인연이 되어 악단에 이름을 날렸다. 키예프 태생으로, 키예프 음악원에서 라흐마니노프에게 재능을 인정받았다. 15세 때 빈으로 나와 모이세비치와 함께 레셰티키의 제자가 되었고, 1919년 파리에서 데뷔하여 명성을 얻었는데, 그의 독특한 쇼팽 작품의 해석이 프랑스인들로부터 주목을 얻었다. 그 후에 주로 쇼팽을 중심으로 전 세계에 걸쳐 음악 여행을 계속하였으나 슈만, 리스트 등 낭만파 음악가의 작품에서도 개성적인 표현을 보이고 있다. 그의 음악가로서의 특징은 리듬을 자유로이 다루고, 그 위에다 연주의 각종 곡예를 부리는 듯한 스릴을 발휘하면서 음악의 정도에서 이탈하는 일이 없다. 쇼팽의 작품, 그 중에서도 협주곡이나 소나타와 같은 곡들의 연주에 뛰어나다. 그 밖에도 녹턴과 원무곡과 같은 소규모적인 것에서도 그만의 재능을 발휘한다는 평을 듣는다.